# Дыбман, Александр Борисович
Александр Борисович Дыбман (род. 1962, Ленинград) — советский спортсмен, чемпион мира (1986, 1987) и СССР (1983, 1984, 1986) по международным шашкам. 

## Биография
Родился в Ленинграде. Тренировался у Сергея Маньшина и Александра Могилянского.
В 17 лет, в 1979 году, поделил третье место на чемпионате СССР по международным шашкам; на следующий год поделил второе место в чемпионате СССР с Вячеславом Щёголевым и завоевал серебряную медаль на юношеском чемпионате мира. В 1981 году со счётом 9-3 (1+ 1= 4-) уступил Вадиму Вирному в матче за титул чемпиона мира среди юниоров. С 1983 по 1986 год трижды становился чемпионом СССР.
В 1986 году Дыбман выиграл чемпионат мира в Гронингене и получил звание международного гроссмейстера. На следующий год он отстоял чемпионское звание в матче с Анатолием Гантваргом, все 20 партий которого закончились вничью. Ничейный исход матча, по правилам, приравнивается к победе действующего чемпиона.
Уже будучи чемпионом СССР, Дыбман работал санитаром в Военно-медицинской академии, затем (в 1986 году) поступил в медицинский институт. В конце 80-х годов он тяжело заболел. В СССР ему помочь не смогли. В 1993 году он эмигрировал в Германию.

## Результаты на чемпионатах мира по шашкам
| Год  | Место проведения | Матч/турнир                 | Результат | Место |
| ---- | ---------------- | --------------------------- | --------- | ----- |
| 1986 | Гронинген        | Турнир                      | +9 =10 −0 | 1     |
| 1987 | Иркутск          | Матч с Анатолием Гантваргом | +0 =20 −0 | 1     |